# Magliano Alpi
Magliano Alpi er en italiensk by (og kommune) i regionen Piemonte i Italien me omkring 2.115(2023) indbyggere. 